# Las Majadillas
Las Majadillas es un núcleo de población español del municipio de Gáldar, perteneciente a la provincia de Las Palmas, en la comunidad autónoma de Canarias.

## Historia
Hacia mediados del siglo XIX, el lugar era referido como un pago ya por entonces perteneciente a Gáldar. Aparece descrito en el undécimo volumen del Diccionario geográfico-estadístico-histórico de España y sus posesiones de Ultramar de Pascual Madoz con las siguientes palabras:

MAJADILLA: pago dependiente de la jurisd. de Galdar, en la isla de Gran Canaria, prov. de Canarias, part. jud. de Guia.
(Madoz, 1848, p. 31)

En 2023, el núcleo de población tenía empadronados 214 habitantes.